# Ньйонг і Соо (департамент)
Ньйонг і Соо— департамент Центрального регіону у Камеруні. Департамент займає площу 3 581 км² і станом на 2001 рік мав загальну кількість населення 142 907 осіб. Адміністративний центр департаменту знаходиться в Мбалмайо.

## Підрозділи
Департамент адміністративно поділений на 6 комун і, у свою чергу, на села.

### Комуни
- Акуман
- Дзенг
- Мбалмайо
- Менгуеме
- Нгомедзап
- Нколметет